# Jan Feliks Jakubowski

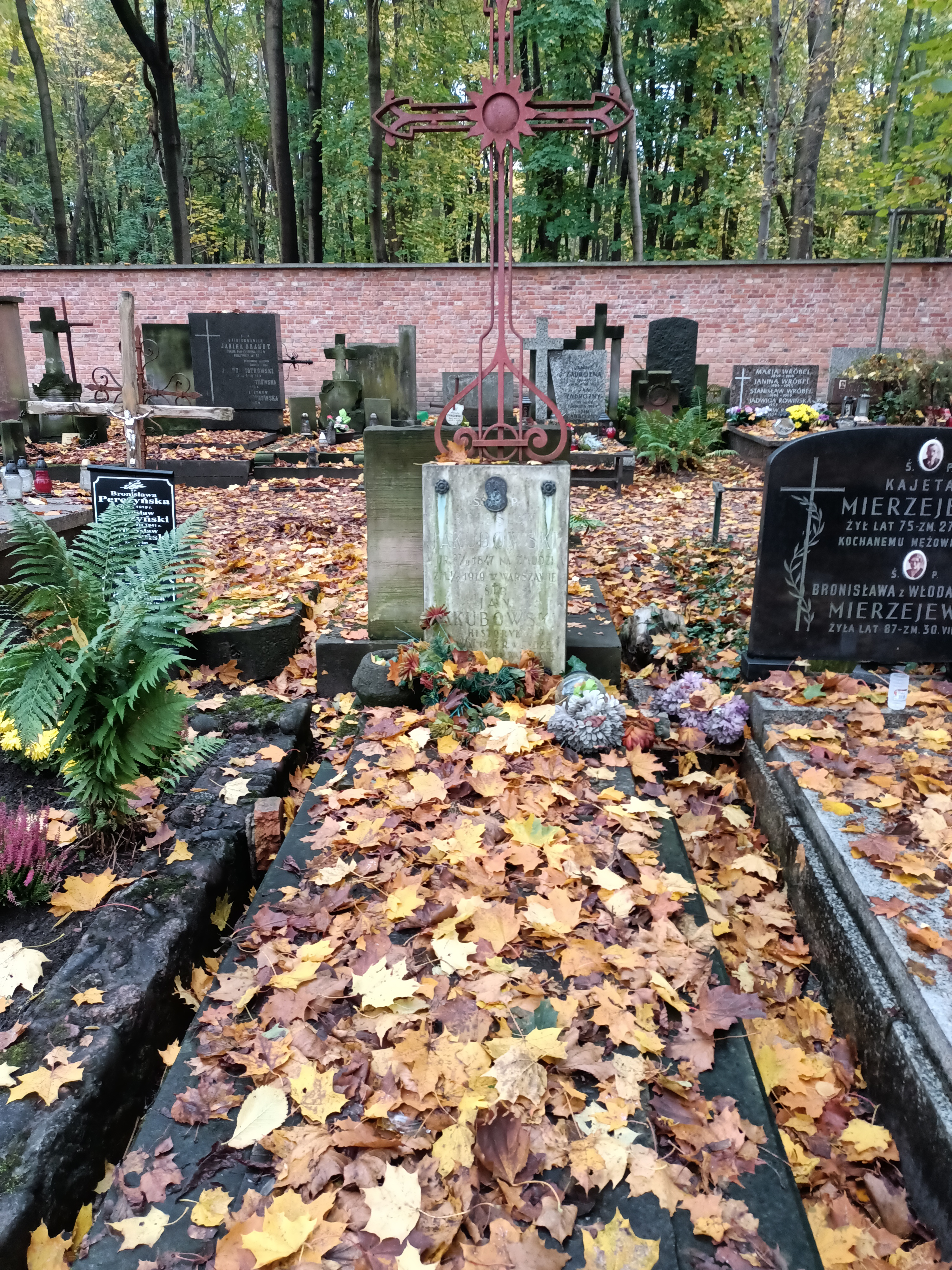
Grób Jana Feliksa Jakubowskiego na Cmentarzu Powązkowskim

Jan Feliks Jakubowski (ur. 20 listopada 1874 w Rydze, zm. 4 sierpnia 1938 w Warszawie) – historyk, archiwista.

## Życiorys
Był synem Bolesława i Walerii z Kiborttów. Po ukończeniu szkoły średniej w Rydze rozpoczął studia na wydziale Historyczno-Filologicznym Uniwersytetu Moskiewskiego. W listopadzie 1896 został aresztowany i usunięty z uniwersytetu za udział w demonstracjach studenckich. Po uzyskaniu pozwolenia na kontynuowanie studiów przeniósł się do Dorpatu, gdzie studiował prawo. Studia te ukończył w 1903 uzyskując dyplom II stopnia. W celu dalszych studiów w dziedzinie historii wyjechał do Francji i Niemiec. Jeszcze w czasie studiów ogłosił swoją pierwszą pracę naukową Zemskie privilei Velikago Knâžestva Litovskogo. Po powrocie z zagranicy do Moskwy złożył w 1904 r. na uniwersytecie egzamin uprawniający do nauczania historii w gimnazjum. Rozpoczętą pracę musiał przerwać ze względu na ciężką chorobę płuc. Na kurację udał się do Włoch. W roku 1905 lub 1906 r. ożenił się z Anną Jakubowską. W związku z powstałą po rewolucji 1905 r. możliwością wykładania w szkole polskiej zamieszkał z żoną w Warszawie, gdzie oboje pracowali jako nauczyciele. Nauczał w szkole handlowej Zgromadzenia Kupców i na kursach pedagogicznych Miłkowskiego. W latach 1907–1915 wykładał historię powszechną, historię starożytną, historię Grecji I Rzymu, dzieje wieków średnich na Wydziale Humanistycznym Towarzystwa Kursów Naukowych w Warszawie, gdzie w pierwszej połowie 1915 był także dziekanem. Podczas pobytu w Warszawie prowadził także badania naukowe. Interesował się historią Wielkiego Księstwa Litewskiego. Ogłosił w tym czasie kilka publikacji źródłowych: O pochodzeniu narodowości wielkorosyjskiej („Przegląd Historyczny”, T. 4, 1907), Opis księstwa trockiego z r. 1387 („Przegląd Historyczny”, T. 5, 1907), Litwa: dzieje i ustrój w XIV-XVI w. („Wielka Encyklopedia Ilustrowana”), Kroniki litewskie („Roczniki Towarzystwa Przyjaciół Nauk w Wilnie” 1909), Nowe przyczynki do życiorysu Augustyna Rotunda („Litwa i Ruś” 1912), z których praca z roku 1912 Studia nad stosunkami narodowościowymi na Litwie przed Unią Lubelską („Prace Towarzystwa Naukowego Warszawskiego”) została nagrodzona przez Towarzystwo Naukowe Warszawskie. Został także zaproszony do współudziału w kontynuacji wydawnictwa Źródeł Dziejowych i wydał w tej serii, w roku 1915, wraz z Józefem Kordzikowskim tom poświęcony Inflantom.
W 1915 roku udał się wraz z żoną do Moskwy, gdzie pracował jako nauczyciel w szkołach dla Polaków. Wygłaszał także wykłady na kursach naukowych Polskiego Koła Naukowego.
W maju 1918 r. jako reprezentant polskich uczonych i nauczycieli szkół średnich w Moskwie wyjechał do Warszawy. 1 lipca 1918 r. został mianowany archiwistą w Archiwum Oświecenia Publicznego w Warszawie. Latem 1923 r. został wysłany do Moskwy w charakterze eksperta do prac związanych z rewindykacją akt należących się Polsce na podstawie traktatu ryskiego. W r. 1922 został powołany na członka Komitetu Kasy im. Mianowskiego. W r. 1928 został mianowany współpracownikiem Komisji Geograficznej PAU. W roku akademickich 1924/1925 w zastępstwie prof. Oskara Haleckiego wykładał na UW. W latach 1918–1932 był związany z państwową służbą archiwalną.
Zmarł w Warszawie 4 sierpnia 1938 r. Został pochowany na cmentarzu Powązkowskim w Warszawie (kwatera 317-2-15).

## Ordery i odznaczenia
- Złoty Krzyż Zasługi (9 listopada 1932)[4]

## Wybrane publikacje
- Zemskie privilei Velikago Knâžestva Litovskogo, Saint Petersburg 1903.
- Program historji polskiej, Kraków: G. Gebethner 1909.
- Czy istnieli kniaziowie nieświescy?, 1912.
- Studya nad stosunkami narodowościowemi na Litwie przed Unią Lubelską, Warszawa: Tow. Nauk. Warszawskie 1912.
- Tautiniai syntykiai Lietuvoje ligi Liublino Unijas: versta iš lenku kalbos, Vilnius: „Vilniaus” Leidinys 1921.
- Tomasz Makowski sztycharz i kartograf nieświeski: (przyczynek do dziejów sztuki i nauki na Litwie), Warszawa 1923.
- Wielkie Księstwo Litewskie w połowie XVI w.: część północna: mapa historyczna w podziałce 1:800 000 : autoreferat, Lwów: Polskie Tow. Historyczne 1926.
- Wielkie Księstwo Litewskie w połowie XVI wieku: Część północna: skala 1:1600 000, Lwów 1927.
- Mapa Wielkiego Księstwa Litewskiego w połowie XVI wieku. 1, Część północna, skala 1 : 1.600.000, Kraków: Gebethner i Wolf 1928.
- Meysztowiczowie herbu „Rawicz”: monografja genealogiczno-historyczna, pod red. Jana Jakubowskiego i Stanisława Ptaszyckiego, Warszawa 1929.
- Archiwum państwowe W. X. Litewskiego i jego losy, Warszawa 1931.
- Carte historique du district de Grodno au XVI-e siécle, Varsovie: Sociéte Polonaise d’Histoire, 1933.
- Dwie nowoodnalezione mapy polskie z XVIII w. = (Deux cartes polonaises récemment retrouvées), Wilno: Libra Nova 1933.
- Wiadomości o świeżo odzyskanym z Rosji Sumarjuszu Metryki Litewskiej z lat 1747–1751, Wilno: Libr. Nova 1933.
- Powiat grodzieński w. XVI: mapa w skali 1:400.000 (z tekstem), Kraków 1934.